# Antoine Clevenbergh
Antoine Clevenbergh (Leuven, 14 juli 1755 - aldaar, 6 januari 1810) was een Belgisch kunstschilder.

## Leven en werk
Zijn vader, Pieter Clevenbergh, was een decoratieschilder en tevens de eerste leraar van Antoine.  Hij schilderde religietaferelen, aanvankelijk in de laat-barokke stijl van zijn stadsgenoot Pieter-Jozef Verhaghen. Hij schilderde ook portretten en landschappen. Het meest gekend was hij echter voor zijn stillevens, meestal met dood wild en gevogelte of met muziekinstrumenten.
In 1800 werd hij een van de stichters van de Leuvense kunstacademie. Voor de lokale kamer van retorica "De Kersouw" schilderde hij toneeldecors. Clevenbergh stond op goede voet met de Hertog van Arenberg voor wiens kasteel in Heverlee hij decoratieve stillevens schilderde. Zijn zonen Charles-Antoine (Leuven, 1791 - ?, na 1857) en Toussaint-Joseph (Leuven, 1796 - 1847) schilderden ook stillevens.

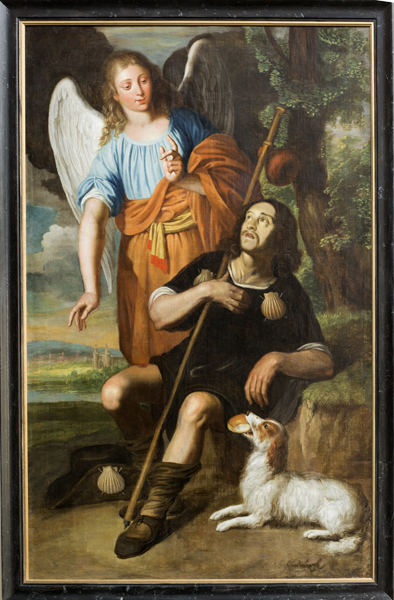
Onze-Lieve-Vrouwekerk (Diest)
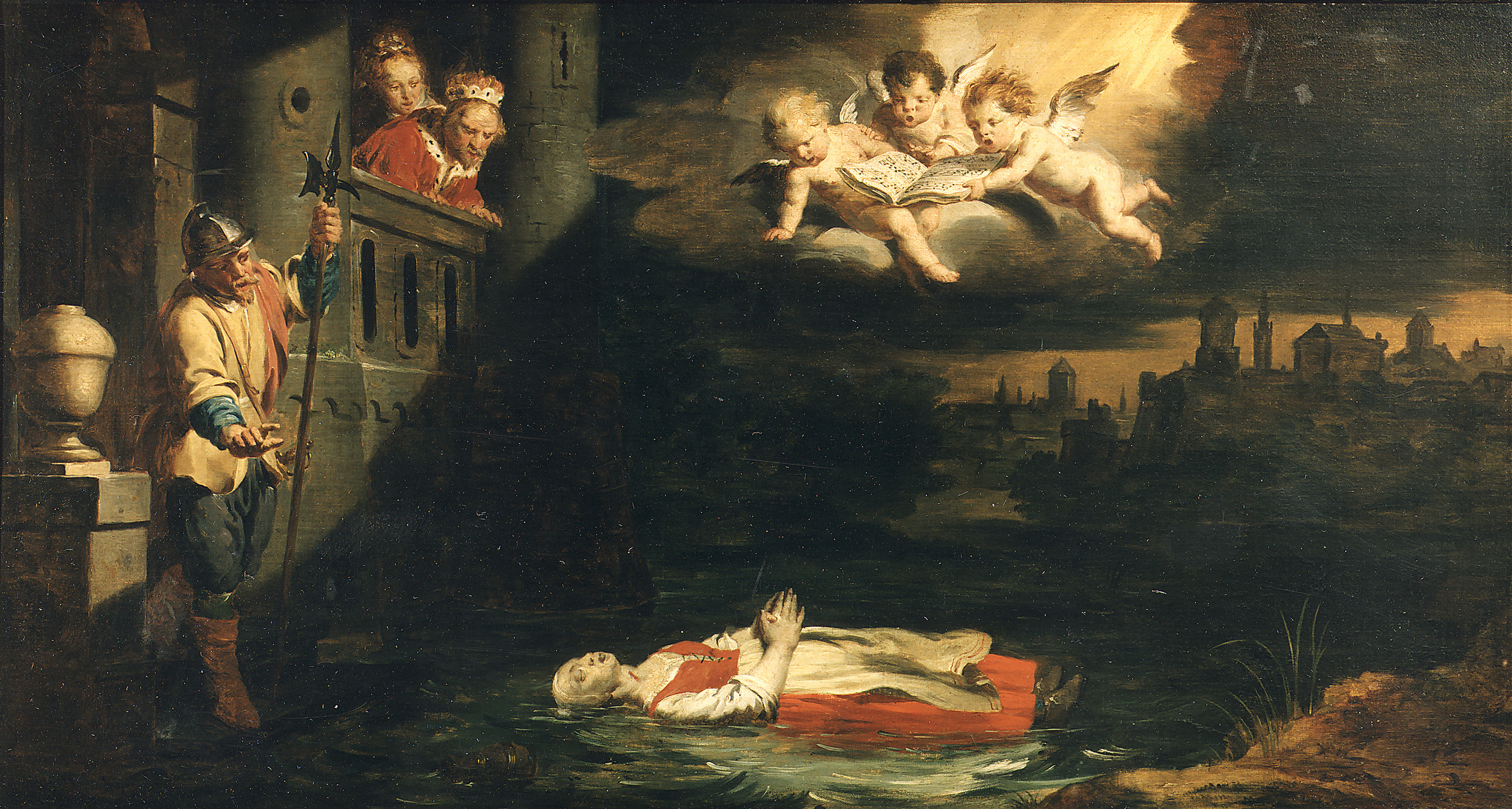
Fiere Margriet (naar Pieter Jozef Verhaghen)

## Musea en openbare verzamelingen
- Diest, Onze-Lieve-Vrouwkerk
- Isselburg, Museum Wasserburg Anholt
- Leuven, M - Museum Leuven: "Bloemen"
- Leuven, Sint-Pieterskerk
- Leuven, Onze-Lieve-Vrouw-ten-Predikherenkerk
- Sint-Niklaas, Stedelijk Museum : "Stilleven met vogels" (1807)